# Harrie Heijnen
Harrie Heijnen (Venlo, 17 oktober 1940 – Venlo, 17 maart 2015) was een Nederlands voetballer. Hij kwam onder meer uit voor VVV en ADO en speelde één interland voor het Nederlands elftal. Hij stond meestal als rechtshalf of rechtsbuiten opgesteld.

## Loopbaan
Heijnen is een zoon van Sjang Heijnen, een oud-voetballer van VVV. In zijn jeugd voetbalde hij aanvankelijk voor Venlosche Boys. Later kwam hij in de jeugdopleiding van VVV terecht. Op zijn zeventiende maakte hij zijn debuut in het eerste elftal. Heijnen zat in de selectie van het VVV-elftal dat in 1959 de KNVB beker won door met 4-1 van ADO te winnen. Heijnen werd regelmatig geselecteerd voor nationale jeugdelftallen.
Toen VVV in 1962 degradeerde, ging Heijnen voor een transfersom van 80.000 gulden over naar ADO. Onder de Oostenrijkse trainer Ernst Happel ontwikkelde de Haagse ploeg zich als subtopper. In de zeven jaar dat Heijnen bij ADO speelde, eindigde de club tweemaal derde en tweemaal vierde in de Eredivisie. Vier keer werd de finale van de KNVB beker gehaald, die in seizoen 1967/68 gewonnen werd. Met Kees Aarts en Lambert Maassen vormde Heijnen de gevreesde voorhoede van ADO. Samen met Aarts werd Heijnen door bondscoach Georg Kessler in 1966 opgesteld in een oefeninterland van het Nederlands elftal tegen Oostenrijk. De wedstrijd ging met 2-1 verloren. Heijnen werd hierna nog enkele keren opgeroepen voor Oranje, maar kwam niet verder dan de reservebank.
In de zomer van 1967 speelde hij met ADO in de Verenigde Staten als de San Francisco Golden Gate Gales. In 1969 vertrok Heijnen voor 50.000 gulden naar MVV. Omdat hij niet kon opschieten met trainer George Knobel, verruilde hij anderhalf jaar later MVV voor zijn oude club FC VVV. In 1973 sloot hij daar zijn profcarrière af.
Nadien was de Venlonaar nog in het regionale amateurvoetbal actief, eerst als speler bij SC Irene in Tegelen en later als trainer van diverse clubs. Hij speelde in het Limburgse team van de Mini-voetbalshow. Ook had hij een café ('Beej Mandje') op de Parade in Venlo en een drankenhandel.

## Ziekte en overlijden
In 2011 werd slokdarmkanker bij hem vastgesteld. Hij onderging een zware operatie en leek aan de beterende hand. In 2012 vertelde hij over zijn ziekte en zijn voetballoopbaan in het televisieprogramma Achter de voordeur (NCRV).
In april 2014 bezocht de op dat moment opnieuw ernstig zieke Heijnen voor het laatst een wedstrijd van ADO. Harrie Heijnen overleed in 2015 op 74-jarige leeftijd. Hij werd gecremeerd in Crematorium Venlo-Blerick in Venlo.

## Statistieken

### Profstatistieken
| Seizoen         | Club                            | Competitie           | Competitie | Competitie | Beker | Beker | Internationaal1 | Internationaal1 | Totaal | Totaal |
| Seizoen         | Club                            | Competitie           | Wed.       | Dlp.       | Wed.  | Dlp.  | Wed.            | Dlp.            | Wed.   | Dlp.   |
| --------------- | ------------------------------- | -------------------- | ---------- | ---------- | ----- | ----- | --------------- | --------------- | ------ | ------ |
| 1959/60         | VVV                             | Eredivisie           | 27         | 3          | —     | —     | —               | —               | 27     | 3      |
| 1960/61         | VVV                             | Eredivisie           | 29         | 7          | 2     | 0     | 6               | 3               | 37     | 10     |
| 1961/62         | VVV                             | Eredivisie           | 22         | 4          | 0     | 0     | —               | —               | 22     | 4      |
| 1962/63         | ADO                             | Eredivisie           | 25         | 8          | 4     | 3     | —               | —               | 29     | 11     |
| 1963/64         | ADO                             | Eredivisie           | 28         | 12         | 6     | 0     | —               | —               | 34     | 12     |
| 1964/65         | ADO                             | Eredivisie           | 26         | 6          | 2     | 1     | —               | —               | 28     | 7      |
| 1965/66         | ADO                             | Eredivisie           | 30         | 15         | 6     | 4     | 2               | 0               | 38     | 19     |
| 1966/67         | ADO                             | Eredivisie           | 33         | 12         | 2     | 0     | 10              | 3               | 45     | 15     |
| 1967            | San Francisco Golden Gate Gales | USA Western Division | 9          | 2          | —     | —     | —               | —               | 9      | 2      |
| 1967/68         | ADO                             | Eredivisie           | 24         | 6          | 5     | 3     | —               | —               | 29     | 9      |
| 1968/69         | ADO                             | Eredivisie           | 33         | 3          | 3     | 3     | 8               | 4               | 44     | 10     |
| 1969/70         | MVV                             | Eredivisie           | 19         | 4          | 1     | 0     | —               | —               | 20     | 4      |
| 1970/71         | MVV                             | Eredivisie           | 11         | 1          | 1     | 0     | 1               | 0               | 13     | 1      |
| 1970/71         | FC VVV                          | Tweede divisie       | 16         | 8          | 0     | 0     | —               | —               | 16     | 8      |
| 1971/72         | FC VVV                          | Eerste divisie       | 40         | 17         | 1     | 0     | —               | —               | 41     | 17     |
| 1972/73         | FC VVV                          | Eerste divisie       | 31         | 4          | 1     | 0     | —               | —               | 32     | 4      |
| Carrière totaal | Carrière totaal                 | Carrière totaal      | 403        | 112        | 34    | 14    | 27              | 10              | 464    | 136    |

### Interlandstatistieken
| Interlands van Harrie Heijnen | Interlands van Harrie Heijnen | Interlands van Harrie Heijnen | Interlands van Harrie Heijnen | Interlands van Harrie Heijnen | Interlands van Harrie Heijnen |
| №                             | Datum                         | Wedstrijd                     | Uitslag                       | Competitie                    | Goals                         |
| Als speler van ADO            | Als speler van ADO            | Als speler van ADO            | Als speler van ADO            | Als speler van ADO            | Als speler van ADO            |
| ----------------------------- | ----------------------------- | ----------------------------- | ----------------------------- | ----------------------------- | ----------------------------- |
| 1                             | 18 september 1966             | Oostenrijk – Nederland        | 2 – 1                         | Vriendschappelijk             | 0                             |